# Don't Smoke Rock
Don't Smoke Rock è un album collaborativo dell'artista hip hop statunitense Pete Rock e del rapper connazionale Smoke DZA, pubblicato nel 2016 da Babygrande Records.

## Descrizione
| Recensione | Giudizio |
| ---------- | -------- |
| AllMusic   | [ 1 ]    |
| XXL        | [ 2 ]    |
| HipHopDX   | [ 2 ]    |
| Pitchfork  | [ 2 ]    |

Il disco presenta ospiti di rilievo: Dave East, Rick Ross, Royce da 5'9", Cam'ron, Jadakiss, Styles P, Big K.R.I.T., Wale, Dom Kennedy e Mac Miller. Apprezzato dalla critica, ottiene 81/100 su Metacritic.
Prodotto di estrema qualità, richiama i suoni della golden age diventando un album «nostalgico e rinfrescante» e finendo per essere una sorta di «anello di congiunzione tra le diverse epoche dell'hip hop».

## Tracce
Tutte le tracce sono prodotte da Pete Rock.
1. Intro – 1:16
2. Limitless (featuring Dave East) – 4:23
3. Black Superhero Car (featuring Rick Ross) – 3:32
4. Hold the Drums (featuring Royce da 5'9") – 5:16
5. Moving Weight, Pt. 1 (featuring Cam'ron & NymLo) – 5:07
6. Wild 100s – 3:38
7. Last Name – 3:52
8. 1 of 1 – 2:17
9. Milestone (featuring BJ the Chicago Kid, Jadakiss & Styles P) – 4:19
10. Show Off (featuring Wale) – 4:05
11. Dusk 2 Dusk (featuring Big K.R.I.T., Dom Kennedy & theMIND) – 4:15
12. I Ain't Scared – 1:57
13. Until Then (featuring Mac Miller) – 5:29

## Classifiche
| Classifica (2016)         | Posizione massima |
| ------------------------- | ----------------- |
| US Independent Albums     | 25                |
| US Top Rap Albums         | 12                |
| US Top R&B/Hip-Hop Albums | 26                |